# Isabel Crook
Isabel Crook (en chino simplificado, 饶素梅; pinyin, Ráo Sùméi; Chengdu, 15 de diciembre de 1915-Pekín, 20 de agosto de 2023) fue una escritora y antropóloga canadiense nacida en China y antigua profesora de la Universidad de Lenguas Extranjeras de Pekín. Destacó principalmente por su participación en la Revolución Cultural, así como por su labor como docente e investigadora.

## Biografía

### Infancia y juventud
Isabel Crook nació el 15 de diciembre de 1915 en Chengdu, Sichuan (China), hija de los misioneros canadienses Homer y Muriel Brown. Homer Brown fue el decano de la Facultad de Educación de la West China Union University y Muriel estableció las Escuelas Montessori en China y formó parte de la junta directiva de la Asociación Cristiana de Mujeres Jóvenes (YWCA). Cuando Crook era joven, se interesó por la antropología y las numerosas minorías étnicas de China. A los veintitrés años, se graduó en la Universidad de Toronto y comenzó a realizar investigaciones de campo en el condado de Li de la prefectura autónoma tibetana y qiang de Ngawa en la provincia de Sichuan.

### Carrera
De 1933 a 1938 regresó a Canadá para estudiar en la Universidad de Toronto, donde obtuvo una licenciatura en Artes y una maestría en Psicología. En 1939, regresó a Chengdu para visitar a sus parientes, realizó una encuesta social en el pueblo de Daxing, condado de Bishan, Chongqing. Allí registró la vida cotidiana de los aldeanos con notas de campo misceláneas y detalladas, incluidas las costumbres matrimoniales, la plantación, la cría de animales y el comercio.
En 1940 conoció a David Crook en Chengdu, un estalinista comprometido que había espiado para la KGB en España y Shanghái. Ambos regresaron a Inglaterra en 1942 y se casaron en julio. Después de conocer a David, se inspiró para unirse al Partido Comunista Británico. Durante este período, realizó estudios de doctorado en antropología bajo la tutela del profesor Raymond Firth en la Escuela de Economía de Londres.
En noviembre de 1947 Isabel y David Crook fueron a Shilidian (Ten Mile Inn), un pueblo en la región fronteriza norte controlada por los comunistas al pie de las montañas Taihang en la provincia de Hubei, para investigar la reforma agraria revolucionaria como observadores internacionales. Seis meses después, en la primavera de 1948, completaron el estudio y estaban a punto de abandonar China, cuando Wang Bingnan, quien entonces estaba a cargo del trabajo de asuntos exteriores del PCCh, los invitó a quedarse, aceptaron la invitación de los líderes del PCCh para enseñar en la Clase de Capacitación en Idiomas Extranjeros de Shijiazhuang —la antecesora de la Universidad de Lenguas Extranjeras de Pekín (BFSU)— para enseñar inglés.

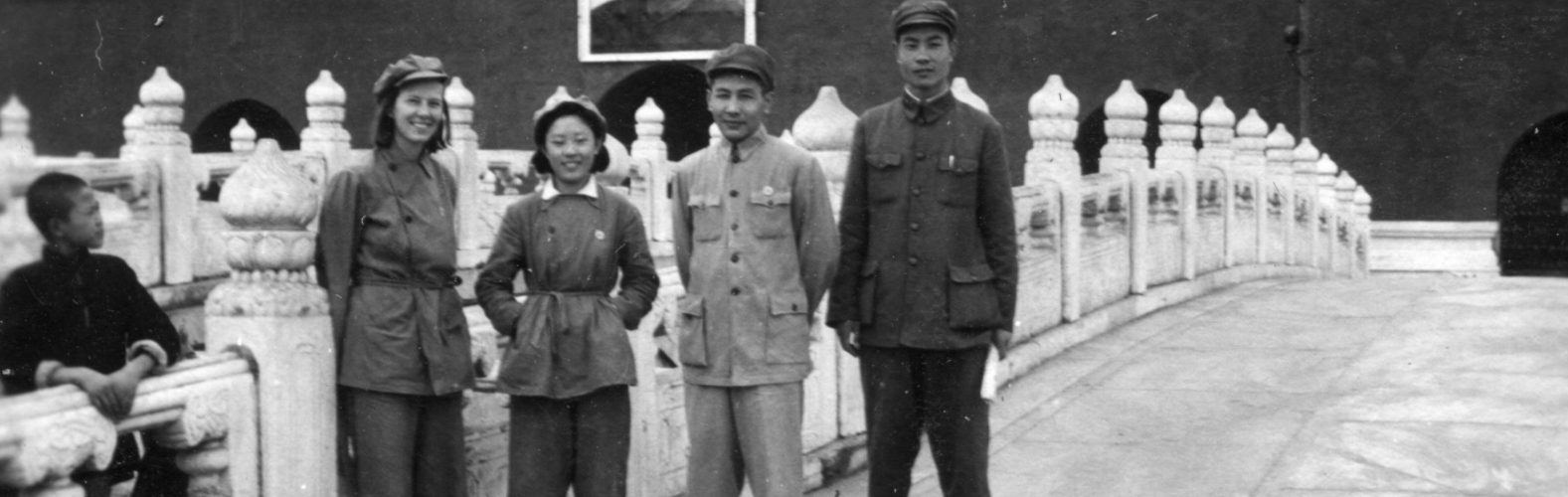
Isabel Crook (izquierda) frente a la plaza de Tiananmen en 1949

Después del estallido de la Guerra de Corea en 1950 el Ejército Popular de Liberación necesitaba urgentemente profesionales versados en inglés. Bajo la instrucción del primer ministro Zhou Enlai, se abrió una pequeña clase de dieciséis estudiantes a cargo de los Crook. No solo dieron lecciones durante el día, sino que también ayudaron a los estudiantes con dificultades de aprendizaje por la noche. Lo que impresionó a Isabel fue que todos estaban ansiosos y orgullosos de unirse al ejército. «Cuando aprendían inglés lo suficientemente bien, inmediatamente se iban al campo de batalla».
Como profesora en la BFSU, Crook sentó las bases para la educación de lenguas extranjeras en China. Durante la Revolución Cultural, David Crook estuvo encarcelado de 1967 a 1973 en la prisión de Qincheng acusado de ser un espía, mientras que Isabel Crook estuvo confinada en el campus de BFSU. A pesar de esto, Isabel Crook ha declarado que entendía y perdonó a sus captores. Como le dijo Isabel a un periodista chino en 2010: «Sabía muy bien que "la revolución no es una noche de fiesta", por lo que nunca culpó a China por su larga estancia en la prisión de Qincheng[...] La vida de David y la de toda nuestra familia se ha enriquecido inmensamente con nuestra participación en la gran, pero tortuosa, revolución de China».
Isabel Crook se jubiló en 1981 a la edad de sesenta y seis años; después de su jubilación se dedicó a viajar al suroeste de China para conceder becas estudiantiles para niños prometedores de familias pobres. También viajó a Mongolia Interior, Ningxia y otros lugares para ayudar con la enseñanza de idiomas extranjeros.
El 15 de diciembre de 2012 el día de su 95.º cumpleaños dijo a un periódico chino «Me alegro de haber pasado la mayor parte de mi vida en China, lo que me brinda la oportunidad que tanto me costó ganar de experimentar muchos momentos históricos en persona. Si hubiera estado en Canadá, no habría podido presenciar cambios tremendos en China».
Falleció en Pekín el 20 de agosto de 2023 a la edad de 107 años.

## Condecoraciones y honores
En 2007 la Universidad de Estudios Extranjeros de Beijing le otorgó el título de «Profesor Honorario Vitalicio». En 2008 la Universidad de Toronto (Canadá), le otorgó un doctorado honoris causa vitalicio. En 2016 el Gobierno Chino le otorgó el título honorífico de «Los diez mejores maestros extranjeros meritorios». En 2018 ganó el título honorífico de «uno de los 40 expertos extranjeros más influyente en el 40.º aniversario de la reforma y la apertura». Además era presidenta honorífica del Partido Comunista de Gran Bretaña (Marxista-Leninista).
En junio de 2019 recibió el título de «Ciudadano Honorario del distrito de Bishan» (Chongqing), y el 29 de septiembre de 2019, con motivo de las celebraciones por el 70.º aniversario de la fundación de la República Popular de China, fue galardonada con la Medalla de la Amistad de manos del presidente chino Xi Jinping.

## Publicaciones
- Crook, David; Crook, Isabel (1959). Revolution in a Chinese village: Ten Mile Inn (en inglés). Londres: Routledge & K. Paul, International Library of Sociology and Social Reconstruction. ISBN 0-203-00098-6. OCLC 77531902. (十里店：中国一个村庄的革命)
- Crook, David; Crook, Isabel (1966). First Years in the Yangyi Commune. (en inglés). Londres: Routledge & K. Paul, International Library of Sociology and Social Reconstruction. ISBN 978-0-203-00022-9. OCLC 437078684.
- Crook, David; Crook, Isabel (1979). Ten Mile Inn: Mass Movement in a Chinese Village (en inglés) (1.ª edición). Nueva York: Pantheon Books, The Pantheon Asia Library. ISBN 0-394-41178-1. OCLC 4570115.